# 8994 Kashkashian
For the violist of this name, see Kim Kashkashian
8994 Kashkashian (1980 VG) là một tiểu hành tinh vành đai chính được phát hiện ngày 6 tháng 11 năm 1980 bởi B. A. Skiff ở trạm Anderson Mesa thuộc Đài thiên văn Lowell.